# Sent Naissent
Sent Naissent (en francès Saint-Nexans) és un municipi francès situat al departament de la Dordonya i a la regió de la Nova Aquitània.

## Demografia
| 1962                                       | 1968 | 1975 | 1982 | 1990 | 1999 | 2007 |
| ------------------------------------------ | ---- | ---- | ---- | ---- | ---- | ---- |
| 454                                        | 475  | 538  | 664  | 772  | 804  | 851  |
| Des de 1962: població sense dobles comptes |      |      |      |      |      |      |

## Administració
| Període   | Identitat            | Partit |
| --------- | -------------------- | ------ |
| 1995-2008 | Marie-Jeanne Danies  |        |
| 2008-     | Jean Francois Jeante |        |